# Radoslav Zapletal
Radoslav Zapletal (* 15. Mai 1937 in Zlín; † 30. Mai 2010) war ein tschechischer Geiger und Komponist.
Zapletal studierte bis 1957 am Konservatorium Brünn und bis 1964 an der Janáček-Musikakademie (JAMU) Violine. Er war dann dreißig Jahre lang Mitglied des Volksmusikorchesters des Brünner Rundfunks, für das er in dieser Zeit mehr als 500 Arrangements tschechischer Volksmusik schrieb. Ab 1993 spielte er im Opernorchester des Nationaltheaters in Brünn. In dieser Zeit nahm er privaten Kompositionsunterricht bei Arnošt Parsch an der Brünner Musikakademie und begann Originalwerke auf dem Gebiet der Vokal- und Kammermusik zu schreiben.

## Werke
- Capricietto für Dulcimer
- Variationen über ein Volkslied für Dulcimer
- Sonata für Solovioline
- Little Green Mountain für Dulcimer und Streichquartett
- Morning, Noon and Night, Streichersuite
- Clever Capers: Mateniky für Kammerorchester